# (9215) Taiyonoto
(9215) Taiyonoto (1995 UB45) – planetoida z pasa głównego asteroid okrążająca Słońce w ciągu 3,32 lat w średniej odległości 2,23 j.a. Odkryta 28 października 1995 roku.